# 3화음
3화음(삼和音, triad)은 기본적으로 근음에서 3도, 5도를 쌓아 만든 화음이다.

## 3화음의 종류

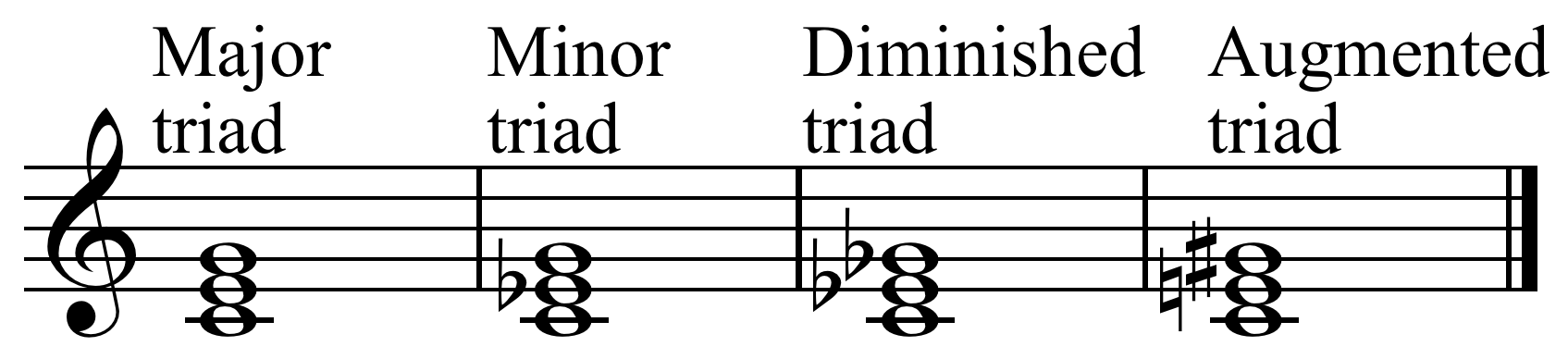
3화음에는 장3화음, 단3화음, 감3화음, 증3화음이 있다.,,,

| 화음의 명칭 | 근음 | 3음   | 5음     |
| ----------- | ---- | ----- | ------- |
| 장3화음     | 근음 | 장3도 | 완전5도 |
| 단3화음     | 근음 | 단3도 | 완전5도 |
| 증3화음     | 근음 | 장3도 | 증5도   |
| 감3화음     | 근음 | 단3도 | 감5도   |